# Eduard Hoeppener
Fabian Eduard Hoeppener (* 16. Januarjul. / 27. Januar 1795greg. in Reval; † 15. Februarjul. / 27. Februar 1856greg. ebenda) war ein deutsch-baltischer Kaufmann und Handelsunternehmer.

## Leben
Eduard Hoeppener war Sohn des Revaler Advocatus Ordinarius und Mannsgerichts-Secretairs Carl Christian Hoeppener (1758–1819) und seiner Frau Anna Gerdrutha geb. Riesemann und Neffe des Revaler Rathmannes, Aeltermannes der Großen Gilde und Kämmerers Fabian Barward Hoeppener († 19. Februarjul. / 2. März 1816greg.). Nach dem Besuch der Revaler Kreisschule und des Gouvernementsgymnasiums (1807–1810) bildete er sich als Kaufmann aus.
1817 machte Hoeppener sich selbstständig mit Gründung des Handelsunternehmens E. Hoeppener & Co. zunächst im Hause seines Vaters. Als 1827 die erste russische Assecuranzkompagnie gegründet wurde, übernahm die Firma sofort die Vertretung dieser Gesellschaft für Estland.
Neben seiner Handelstätigkeit übernahm Hoeppener auch öffentliche Ämter in Reval. Er war brasilianischer Vizekonsul, Wortführer der Großen Gilde und seit 1852 Ratsherr.

## Firma Eduard Hoeppener & Co.
Nach dem Tode Hoeppeners übernahm sein ältester Sohn Carl Christian Hoeppener (1819–1893) die Firma, in die er sein eigenes Moskauer Geschäft einbrachte und die er als Firma Eduard Hoeppener & Co. weiterführte. 1861 übergab er das Revaler Geschäft an seinen jüngeren Bruder Ludwig Theodor Hoeppener (1836–1874), Revaler Kaufmann, Konsul und Ratsherr, während er das Moskauer Geschäft bis 1863 führte. Nach dem Tode Ludwig Theodor Hoeppeners führte sein Schwager Gustav Friedrich Grühn die Firma weiter und übergab sie 1894 an Edgar Hoeppener, den Sohn Ludwig Theodor Hoeppeners.